# ねこ☆こい! 〜猫神さまとネコミミのたたり〜
『ねこ☆こい! 〜猫神さまとネコミミのたたり〜』（ねここい ねこがみさまとねこみみのたたり）は、2010年4月30日にWhirlpoolより発売されたパソコン用アダルト美少女ゲーム。Whirlpoolの第7作目（ファンディスクと『メリ☆クリ』を除けば4作目）となる。
Whirlpoolの過去の作品と同様、学園を舞台としたファンタジー系の恋愛アドベンチャーゲームであり、第1作『いな☆こい! 〜お稲荷さまとモテモテのたたり〜』と同様、神社や動物神を題材としている。キャラクターデザインは水鏡まみずの単独によるものであり、てんまそは携わっていない。
なお、時期的には『いな☆こい! 〜お稲荷さまとモテモテのたたり〜』の少し後の物語である。

## あらすじ
主人公、遠野司の管理する遠野神社は、幼馴染である龍堂美咲の父、龍堂剛毅により、暮らしている佐伯町の再開発に伴う用地買収のため、立ち退きを求められていた。神社をこのまま存続させたい遠野司と龍堂剛毅は必然的に対立することとなり、美咲は負い目から若干遠野司に遠慮するようになってしまう。
ある日、龍堂剛毅の車が原因不明のブレーキ故障で祠に突っ込んでしまう。剛毅の目の前に現れたのは、猫の尻尾と耳の生えた二人組の少女だった。白い着物をきた女の子は桐生陽南と名乗り、黒い着物を着た女の子は桐生朔夜と名乗った。二人は遠野神社の神であり、神界との出入り口である祠が壊されたことにより、神界に帰れなくなったと話す。祠を壊したのが龍堂剛毅だと知った朔夜は怒りのあまり呪いをかけようとするも、父をかばった美咲が呪いを受け、美咲に猫耳と尻尾が生えてしまった。
帰れなくなった陽南は遠野神社に居候することになり、にぎやかな生活が幕を開けるのであった。

## 登場人物

### メインキャラクター
遠野 司（とおの つかさ）
声 - いしる太郎（ドラマCD）
作品の主人公で遠野神社の当主代理。「佐伯町」という町にある「桜花学園」の2年生。龍堂家の立ち退き迫りの圧力からさやかと共に神社を守っている。副学生会長であるが神社の件により、仕事は会長の美咲にほとんど頼っているため負い目に感じている。剛毅に立ち退きを求められている関係から美咲との関係は若干気まずくなってしまっているが、本人は父親のやっていることと美咲は無縁であると思っているため、今の関係をどうにかしたいと思っている。しかし、美咲側に負い目と遠慮があるため、なかなかうまくいかない。
龍堂 美咲（りゅうどう みさき）　
声 - 木村あやか
龍堂不動産会社社長の龍堂剛毅の一人娘。桜花学園の2年生。怜に続き学生会長となる。キツく、生真面目、融通がきかない性格。それゆえ生徒からは堅物として恐れられているが有能である。主人公とは幼馴染で惚れているが、父親と主人公の関係により現在は少々険悪さがある。父が車のトラブルで神社を壊したせいで朔夜の逆鱗に触れ、（父親をかばって受けた）呪いで猫耳が生えてしまう。陽南の神通力で猫耳が不自然にならないようにはしてもらっているものの、呪いの効果は猫耳猫しっぽだけではないらしく、早く解いてほしいと思っている。ただ、素直に態度には表さないが、それがきっかけで司と距離を縮められたことが、内心少し嬉しく思っている。
桐生 陽南（きりゅう ひな）　
声 - 雪都さお梨
主人公の神社を守護してきた猫神一族の少女。朔夜の姉だが、神通力は遥かに劣っている。昔から白猫の「シロ」として遠野神社に遊びに来ていた。本人曰く、「力を制限している分にはバレな…問題なく遊びに来れる」。ボール遊びが好きで、よく司達と（猫の姿で）遊んでいた。弱気な性格だったが人間の姿になってからは人間界に興味を示しており人間の食べ物も好きになっている。ちなみに、学校のことは縄張りだと思っている。学校では司とクラスメイト（美咲のサポートも兼ねて、神通力で強引になった）だが、元々が猫のため授業中は寝ていることが多い。また、神社の事故のせいで門が穢れてしまい、神界に帰れなくなったため、今は遠野神社に居候中。
遠野 さやか （とおの さやか）　
声 - 有栖川みや美
遠野神社の巫女。司とは親戚同士で、司のことを「お兄ちゃん」と呼んでいるものの、実際は義理の兄妹の関係。遠野神社の当主が亡くなった際に、神社の手伝いのため親ともども遠野神社に引っ越して以来、司とは一つ屋根の下で暮らしている。1年生にして学生会の会計監査係。金品については全権を任されており彼女の許可なしには消しゴムすらも買えないほど。ある意味では美咲以上の権力を持っている。なお、あまり神社にいない両親に代わって司とともに神社の実務を行わなければならないため、会議など、役員が全員居ないといけない場合以外、自分が学生会に行く場合は司が神社に、逆に自分が神社に行く場合は司が学生会に、といった風に実務をこなしている。元来の猫好き。ちなみに、料理は得意だが、司の好みは和食なのに対し、しょっちゅう洋食を作っている。
古清水 怜（こしみず れい）　
声 - 桜川未央
名家、古清水家の令嬢。学園の3年生。見た目とは逆に天然で元学生会長。雰囲気と見た目のハッタリだけで会長に就任し、美咲にバトンをつなぐまでその座を守り通した。協力的な司達を心の友と呼んでいる。運動能力は抜群で部活はテニス部に所属している。人望は厚いが、かわいいものや自分の興味ある人物を見ると、今やっていることを放り出してそちらのほうに行くなど、割とマイペース。
また、『77 〜And, two stars meet again〜』のヒロイン、古清水凛とは従姉妹の関係である。

### サブキャラクター
桐生 朔夜（きりゅう さくや）
声 - 雪都さお梨
陽南と同じ猫神一族の一人。陽南の妹にあたるが、陽南とは反対で血の気が多く強力な神通力を使える。神社を潰そうとしている剛毅を敵視している(美咲には猫の姿の時に可愛がってもらっていたため特に敵視はしていない)。美咲に呪いをかけた本人でもある。素直じゃない面も多く、姉の陽南の忠告を実力行使で無視するなど、トラブルメーカーな一面もあるが、根は素直で優しく神社を守る意思を大事にしている。陽南とともに黒猫の「クロ」として、昔から遠野神社に遊びに来ていた。本人の発言から察するに、陽南同様、ボールなどでよく遊んでもらっていたようだ。猫神の神通力の象徴であるしっぽの数は7本あるが強力な神通力を使うと減ってしまう。本人いわく、清浄な地にいることで、5年につき1本回復するとのこと。また、陽南同様神界には帰れない状況にあるのだが、陽南とは違い、一人であちこち歩き回っていてどこで寝泊まりしているかは不明。
桃野 真央（ももの まお）
声 - 姫川あいり
学園の1年生で学生会の会計。頭にアホ毛がある。さやかとは同じクラスで友達同士でもある。過去、箱入り娘だったため人付き合は不得意。役割を着々とこなすため有能な人材。趣味は読書だが読むのは漫画のみ。本人はバレるのを恥ずかしがっている。
龍堂 剛毅（りゅうどう ごうき）
声 - 黒木大
美咲の父親。龍堂グループの社長で主人公達に立ち退きを進める張本人。悪人ではないものの、見た目と口調が厳つく、美咲と司以外の人間からはその威圧感から基本的に怖がられている。神社関係で憎まれ役になっても主人公達に困らない未来を約束している。
桜虎（おうこ）
声 - 風音
陽南や朔夜よりも位の高い神。『いな☆こい! 〜お稲荷さまとモテモテのたたり〜』に登場した葛葉とは知り合い。陽南と朔夜が人間界にやってきたことによりもたらされた混乱を解決しようとしている。人間界では真央の体に乗り移り、仮面で顔を隠した姿で司たちの前に現れる。

## 舞台・用語
佐伯町（さいきちょう）
主人公たちが住む地方都市。人口規模などは不明。本編の描写では商店街はそれなりに賑わっている模様だが多くは閑静な住宅地で、自然も多く残っている。現在は龍堂不動産による再開発の真っ只中にある。
遠野神社
司（名目上は叔父）が管理する由緒正しい神社。石段を登った先にある。周囲を森に囲まれており、猫神を祀る小さな祠が境内にある。再開発に伴う道路用地にあるため、立ち退きを迫られている。
桜花学園（おうか）
司たちが通う学園。私立か公立かは不明。本編の描写では山側に位置しており、整備された池のある中庭がある。制服は男子は緑のラインが入ったブレザー、女子は同じ配色のセーラー服。
龍堂不動産
咲の実家。剛毅が社長を務めている。佐伯町の再開発を一手に引き受けている。

## スタッフ
- 原画 - 水鏡まみず、夜野みるら（SD原画）
- シナリオ - 尾之上咲太

## 主題歌
オープニングテーマ「恋する神通力（ちから）」
作詞 - rino / 作曲・編曲 - 大久保薫 / 歌 - NANA
エンディングテーマ「幸せノ方程式」
作詞 - jina / 作曲・編曲 - 田辺トシノ / 歌 - 橋本みゆき

## 反響
『ねこ☆こい! 〜猫神さまとネコミミのたたり〜』は、発売月（2010年4月）の売上ランキングにおいて、『BugBug』・『Getchu.com』による集計でそれぞれ6位・4位を獲得した。2010年の美少女ゲーム年間売上ランキングでは『Getchu.com』による集計で43位を獲得した。なお、上記ランキングにおいて具体的な販売本数は明かされていない。

## 備考
- 予約キャンペーン特典『オリジナルボーカルマキシシングル』には、オープニングテーマ・エンディングテーマ曲のフルバージョンおよびカラオケバージョンが収録されている。
- ソフマップでは『イタズラ子猫と鬼退治』、メッセサンオーでは『子猫達のLate Summer』という特典ドラマCDが付属された。
- ゲーム中の環境設定におけるボイステストで各キャラクター達が話す台詞はそれぞれ2種類ある。